# Ekaterina Furtseva
Ekaterina Alekséievna Fúrtseva (en ruso: Екатери́на Алексе́евна Фу́рцева; Vyshni Volochok, gobernación de Tver, Imperio ruso, 7 de diciembre de 1910 - Moscú, URSS, 24 de octubre de 1974) fue una política soviética y miembro del Partido Comunista de la Unión Soviética (PCUS). Fue la segunda mujer elegida miembro del Politburó del PCUS (la primera fue Elena Stásova, miembro del 7.º Buró) y la cuarta mujer elegida para el Secretariado del Comité Central del Partido Comunista de la Unión Soviética (PCUS 20º mandato). 

## Biografía
Fúrtseva nació en Vyshni Volochok, ciudad de la gobernación de Tver. Hasta la década de 1940, trabajó como una tejedora común en una de las fábricas textiles de Moscú. Había sido una trabajadora de menor importancia para el partido en Kursk y Crimea, y fue llamada a Moscú y enviada al Instituto de Tecnología Química donde se graduó en 1941 como ingeniera química. La carrera en el partido de Fúrtseva comenzó bajo Iósif Stalin. Gradualmente, se volvió activa en los asuntos del Komsomol y ascendió al cargo de Primera Secretaria del Comité de Moscú del PCUS en 1950. Pronunció un discurso en el XIX Congreso del Partido Comunista de la Unión Soviética en 1952, el último congreso del partido de la era de Stalin, donde también fue elegida candidata a miembro del Comité Central del PCUS. Bajo Nikita Jruschov, quien simpatizaba con ella, Fúrtseva fue la Primera Secretaria del Comité de Moscú del PCUS de 1954 a 1957, un puesto que el propio Jrushchov ocupó en la década de 1930.
En 1952, Fúrtseva atacó a la estrella de cine, Borís Bábochkin, quien era famoso desde que interpretó a Vasili Chapáyev en la película Chapáyev. En aquella ocasión, Fúrtseva vio al actor protagonizando una obra de teatro y se enfureció por la representación satírica de Bábochkin del liderazgo comunista soviético. Su airado artículo en el periódico soviético Pravda pedía la censura de Bábochkin, mientras que Fúrtseva avanzaba en su carrera en la élite soviética. Luego, Fúrtseva ordenó personalmente que todos los estudios de cine y las compañías de teatro de la URSS le negaran a Bábochkin cualquier trabajo, lo que lo mantuvo desempleado.
En 1956, fue nombrada Secretaria del Comité Central y fue elegida candidata a miembro del Presídium del Comité Central (también conocido como el Politburó). Se convirtió en la primera mujer en unirse al Politburó al año siguiente. En esta capacidad, se puso del lado de Jrushchov en la desestalinización durante el deshielo de Jrushchov y aseguró la caída de Viacheslav Mólotov, Gueorgui Malenkov y Lázar Kaganóvich cuando conspiraron para deponer a su superior.
En aquella época se enamoró de Nikolái Firiubin, el embajador soviético en Yugoslavia. Fúrtseva escandalizó a la élite soviética con sus viajes de fin de semana al extranjero para encontrarse con su amante. Cuando se casaron en 1956 y él ascendió para convertirse en Viceministro de Relaciones Exteriores, se establecieron en Moscú y su relación se tornó más fría.
En mayo de 1960, Fúrtseva perdió repentinamente su puesto como Secretaria del Comité Central y fue nombrada Ministra de Cultura de la URSS. La razón de su despido, según se dice, fue que criticó a Jruschov en una conversación telefónica y él se enteró. En el siguiente congreso del partido, en octubre de 1961, también fue destituida del Presídium. Al enterarse de su despido, supuestamente intentó suicidarse cortándose las muñecas. Sin embargo, mantuvo su cargo como Ministra de Cultura durante 14 años. A medida que se volvió más influyente, muchos actores y directores notables intentaron asegurar su amistad para avanzar en sus propias carreras. Según sus amigos más íntimos, como la cantante Liudmila Zýkina, Fúrtseva también se volvió adicta al alcohol. El 19 de junio de 1974, Pravda reveló que no había sido reelegida para el Sóviet Supremo de la Unión Soviética. Dos meses antes, había sido sancionada por el Partido por extravagancia y multada con 40.000 rublos. Murió en Moscú unos meses después, oficialmente de insuficiencia cardíaca. Sin embargo, hubo rumores de que estaba implicada en negocios ilegales y, deseando evitar el inminente escándalo y la desgracia, se suicidó. Fúrtseva fue sepultada en el Cementerio Novodévichi.

## Legado
Fúrtseva apoyó la idea de organizar el Festival Internacional de Cine de Moscú y el legendario VI Festival Mundial de la Juventud y los Estudiantes. Bajo su mandato, se construyeron multitud de teatros, la sala de conciertos Rossiya y el Circo Bolshói. También estuvo detrás de la idea de organizar giras al extranjero del Bolshói y de los teatros dramáticos rusos, incluidas giras a EE UU. A su vez, La Scala y obras maestras del Museo Metropolitano de Arte de Nueva York y otros museos occidentales llegaron a la URSS. Apoyó la generación de poetas de los años 60: Yevgueni Yevtushenko, Andréi Voznesenski, Róbert Rozhdéstvenski, Bela Ajmadúlina, que llenaban estadios enteros en sus recitales poéticos. Gracias a ella, se montaron en la URSS las primeras exposiciones de impresionistas franceses, Marc Chagall, obras maestras del arte trofológico de la Galería de Dresde y tesoros de la tumba de Tutankamón. También tuvo lugar la exposición sin precedentes de un solo cuadro: la Mona Lisa de Leonardo da Vinci (desde entonces no ha salido del Louvre).